# Шамирам (село)
Шамирам (арм. Շամիրամ) — село в Арагацотнской области Армении.

## География
Село расположено в южной части марза, на расстоянии 28 километров к западу от города Аштарак, административного центра области. Абсолютная высота — 1775 метров над уровнем моря.
Климат
Климат характеризуется как умеренно холодный, влажный (Dfa в классификации климатов Кёппена). Среднегодовая температура воздуха составляет 9,9 °C. Средняя температура самого холодного месяца (января) составляет −4,7 °С, самого жаркого месяца (июля) — 22,8 °С. Расчётная многолетняя норма атмосферных осадков — 351 мм. Наибольшее количество осадков выпадает в мае (62 мм).

## Население
| Год переписи | Население          | Население          | Население          | Население            | Население            | Население            |
| Год переписи | Наличное население | Наличное население | Наличное население | Постоянное население | Постоянное население | Постоянное население |
| Год переписи | Всего              | Мужчины            | Женщины            | Всего                | Мужчины              | Женщины              |
| ------------ | ------------------ | ------------------ | ------------------ | -------------------- | -------------------- | -------------------- |
| 2001         | 609                | 275                | 334                | 945                  | 454                  | 491                  |
| 2011         | 1988               | 905                | 1083               | 1989                 | 906                  | 1083                 |